# ويس كارلسون
ويس كارلسون (بالإنجليزية: Wes Carlson)‏ هو لاعب كرة قدم أمريكية أمريكي، ولد في 1901، وتوفي في 12 يوليو 1989.